# Prêmio Herbert P. Broida
O Prêmio Herbert P. Broida (em inglês:  Herbert P. Broida Prize) é concedido pela American Physical Society desde 1980 a cada dois anos por trabalhos de destaque em avanços experimentais na área da espectroscopia atômica e molecular ou físico-química. É denominado em memória do físico Herbert P. Broida e dotado com 5000 dólares.

## Recipientes
- 1980: Robert Warren Field
- 1981: William Carl Lineberger
- 1983: Theodor Hänsch
- 1985: Richard Bersohn
- 1987: Steven Chu
- 1989: Stephen Leone
- 1991: David Edward Pritchard
- 1993: Curt Wittig
- 1995: Ahmed Zewail
- 1997: William Happer
- 1999: Terry A. Miller
- 2001: David W. Chandler e Paul Houston
- 2003: George W. Flynn
- 2005: Hanna Reisler
- 2007: James Bergquist
- 2009: Gustav Gerber
- 2011: Warren Sloan Warren
- 2013: Daniel Milton Neumark
- 2015: Michael Ashfold
- 2017: Tilman Pfau
- 2019: Marsha Isack Lester[1]

## Ligações exernas
- Página oficial